# Оберхаузен
 Тази статия е за града в Северен Рейн-Вестфалия.  За селището в Бавария вижте Оберхаузен (Бавария).  
Оберхаузен (на немски: Oberhausen) е град във федерална провинция Северен Рейн-Вестфалия, Германия. Намира се в градската агломерация Рур, на 35 километра северно от Дюселдорф, 12 километра източно от Дуисбург и 13 километра северозападно от Есен. Разположен е на 78 метра надморска височина.
Оберхаузен е с население от 212 945 жители (31 декември 2010 г.) и площ от 77,11 км². Гъстотата на населението е 2762 д/км².

## Транспорт
Пътен
Оберхаузен е добре свързан с германската магистрална система.
- A2 (E34) (Оберхаузен – Дортмунд – Билефелд – Хановер – Магдебург – Берлин)
- A3 (E35) (от Арнхем – Оберхаузен – Кьолн – Франкфурт – Вюрцбург – Нюрнберг – Пасау – до Линц)
- A40 (Венло – Дуисбург – Есен – Дортмунд)
- A42 (Камп-Линтфорт – Оберхаузен – Гелзенкирхен – Дортмунд)

Железопътен
Оберхаузен има една главна гара. Влакове, които пътуват на големи разстояния спират на гарата. Има още няколко гари в града – Холтен, Стеркраде и Южен Остерфелд, обслужващи регионални и локални маршрути.
Летища
Най-близките летища са в Дюселдорф (28 km) и Дортмунд (50 km).
Воден
Каналът „Рейн-Херне“ разполовява града, а реката Рур е в юзозападната част на града.
Публичен
Компанията „СТОАГ“ се грижи за автобусите и трамваите в града.

## Побратимени градове
- Мидълсбро,  Великобритания
- Запорожие,  Украйна
- Мерсин,  Турция
- Иглесиас,  Италия
- Карбония,  Италия